# Siteki
Siteki o Stegi es la capital del estado de Lubombo. Tiene una población de 4.157 habitantes y está situada a una altitud de 2.034 metros en las coordenadas 26°27′S 31°57′E / -26.450, 31.950.
Situada en medio de la Cordillera Lebombo, Siteki, es conocida por su Inyanga and Sangoma School, una escuela estatal dedicada a la preparación de curanderos y adivinadores. En ella se enseña botánica, espiritualismo y ciencias naturales.
Stegi fue antes de la independencia de Suazilandia de Gran Bretaña en 1968 la capital del antiguo distrito homónimo.
- Datos: Q2300140